# Sigrun Stéenhoff-Hjertén
Sigrun Steenhoff-Hjertén, född 26 maj 1884 i Timrå, Västernorrlands län, död 29 juli 1974 i Vallentuna, var en svensk målare och grafiker. 
Hon var dotter till civilingenjören Kristian Stéenhoff och Frédrique Kristin Brunberg och från 1911 gift med professorn Svante Gustaf Hjertén (bror till Sigrid Hjertén) och mor till Ingrid Hjertén. Hon studerade vid Tekniska skolan 1900–1905, Althins målarskola 1905–1906 och vid Konstakademien 1906–1909 samt under studieresor till Frankrike där hon deltog i undervisningen vid Matisse målarskola. Under sin tid vid akademien deltog hon i Axel Tallbergs etsarskola och utförde en del blad i linjeetsning. Separat ställde hon bland annat ut i Västerås 1924 och hon medverkade i samlingsutställningar arrangerade av Dalarnas konstförening. Hennes konst består av stilleben, porträtt och landskapsmotiv utförda i olja, pastell eller akvarell.